# Namibia cinerea
Namibia cinerea är en isörtsväxtart som först beskrevs av Hermann Wilhelm Rudolf Marloth, och fick sitt nu gällande namn av Moritz Kurt Dinter och Schwant. Namibia cinerea ingår i släktet Namibia och familjen isörtsväxter. Inga underarter finns listade i Catalogue of Life.